# Исидор Николски
Митрополит Исидор (светско име Иаков Сергеевич Николски, на руски: Иаков Сергеевич Никольский) е епископ на Руската православна църква, митрополит Киевски, а след това, от 1 юли 1860 митрополит Новгородски, Санктпетербургски и Финландски, виден член на Светия синод.
До юли 1865 година се нарича Новгородски, Санктпетербургски, Естонски и Финландски.
Роден е на 12 октомври 1799 в Николское, Руска империя. За пръв път е издигнат в ранг митрополит на 26 август 1856 година.
Вече като Санктепетербургски митрополит Исидор получава историческото писмо от българския екзарх Антим I, върху което руският император Александър II собственоръчно написва като резолюция на 12 август 1876 година „Да се освободи България“.